# John Hejduk
John Quentin Hejduk (New York, 19 luglio 1929 – New York, 3 luglio 2000) è stato un architetto statunitense.
È stato membro del gruppo di architetti New York Five insieme a Peter Eisenman, Michael Graves, Charles Gwathmey e Richard Meier e dei Texas Rangers insieme a Colin Rowe, Robert Slutzky, Werner Seligmann, Lee Hirsche, Bernhard Hoesli, Lee Hodgden, e John Shaw.

## Biografia
Di origini ceche, John Hejduk studiò presso la Cooper Union School of Art and Architecture, all'Università di Cincinnati, e alla Harvard Graduate School of Design dove si laureò con un master in architettura nel 1953. Lavora in diversi studi a New York, tra cui quello di I. M. Pei & Partners di Ieoh Ming Pei; aprì il proprio studio a New York nel 1965.
Ricoprì il ruolo di professore di architettura presso la Cooper Union for the Advancement of Science and Art, School of Architecture dal 1964 al 2000 e di preside della Facoltà di Architettura dal 1975 al 2000.

## Progetti realizzati
- House For a Musician (1983)

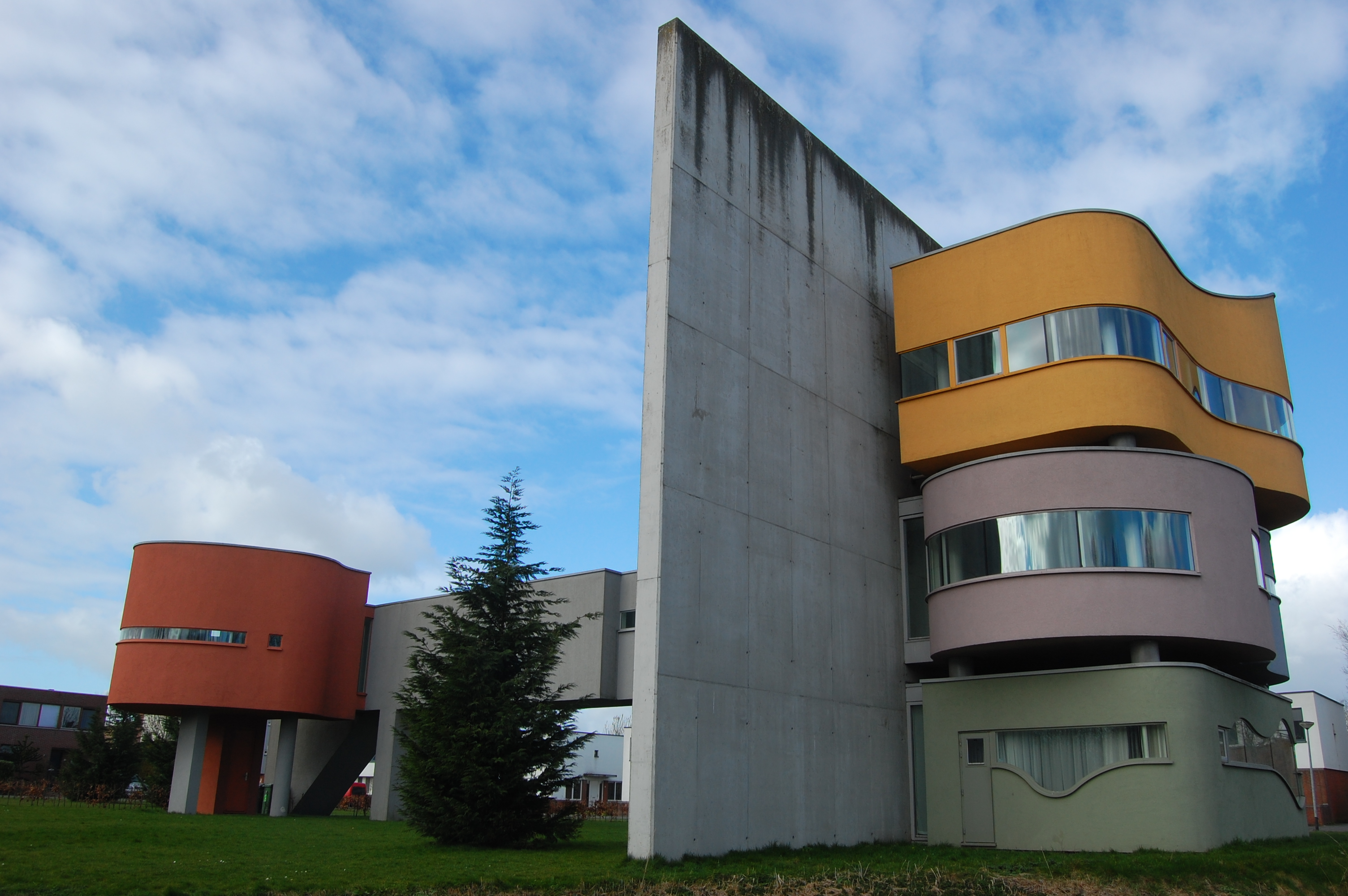
Wall house II, costruita a Groningen nel 2001 da un progetto di Hejduk degli anni settanta

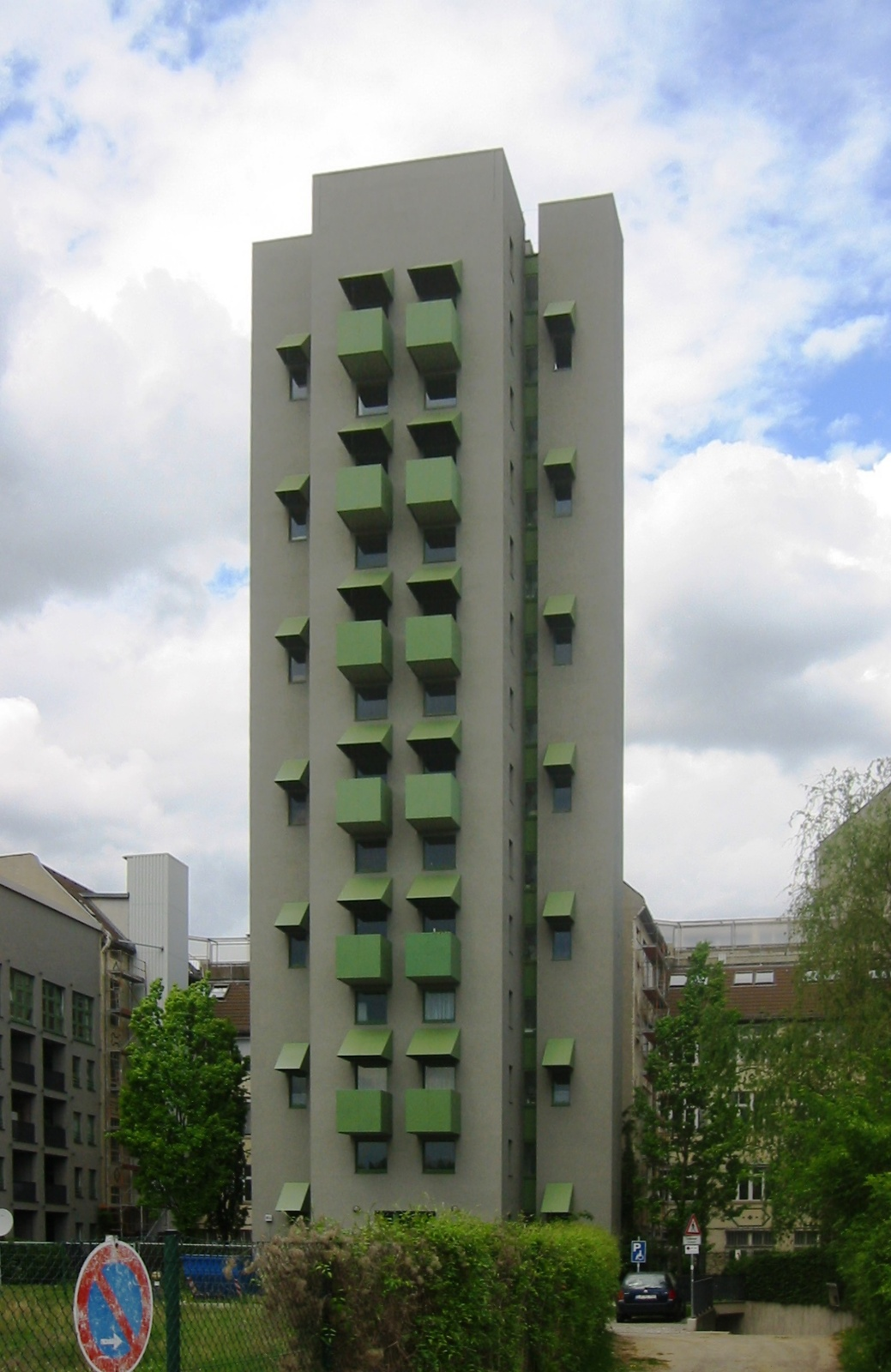
Torre Kreuzberg

- House of the Suicide and House of the Mother of the Suicide
- Kreuzberg Tower and Wings (Berlino, 1988)
- Tegel Housing (Berlino, 1988)
- House of the Quadruplets / House for two Brothers (Berlino, Tegel, 1988)
- Gate House (Berlino, 1991) for the IBA 87
- La Máscara de la Medusa (Buenos Aires, 1998)
- John Hejduk towers (Santiago de Compostela , 2000)
- Wall House II (Groningen, 2001)

## Pubblicazioni
- Three Projects (1969)
- Fabrications (1974)
- Mask of Medusa (1985)
- Bovisa (1987)
- Vladivostok (1989)
- The Riga Project (1989)
- Práce (Practice) (1991)
- Aesop's Fables con Joseph Jacobs. Illustrazioni di John Hejduk. (1991)
- Soundings (1993)
- Berlin Night (1993)
- Security (1995)
- Architetture In Love (1995)
- Adjusting Foundations (1995)
- Pewter Wings Golden Horns Stone Veils: Wedding in a Dark Plum Room (1997)
- Education Of An Architect A Point Of View (1988, 1999)
- Lines: No Fire Could Burn (1999)